# Ortisé
Ortisé (IPA: /ortiˈze/) è una frazione del comune di Mezzana posta a 1487 m s.l.m. Con la sua posizione panoramica, domina la Val di Sole.

## Origine del nome
Deriva dal latino urtica (ortica) col suffisso collettivo -etum (urticetum orticeto) indicando un luogo ricco di ortiche.
In passato è stata anche usata l'erronea traduzione di "Orticelli", indicando una possibile derivazione da ortum col significato di piccolo campo, ora smentita dai linguisti e ladinisti.

## Monumenti e luoghi d'interesse

### Architetture religiose
- Chiesa di San Cristoforo, del XVI secolo. San Cristoforo è venerato anche in altre chiese della valle, specialmente in Val di Peio.
- Chiesetta cimiteriale di San Rocco (XVI secolo), raggiungibile dalla strada che collega Ortisé a Menas.[3]